# 井山計一

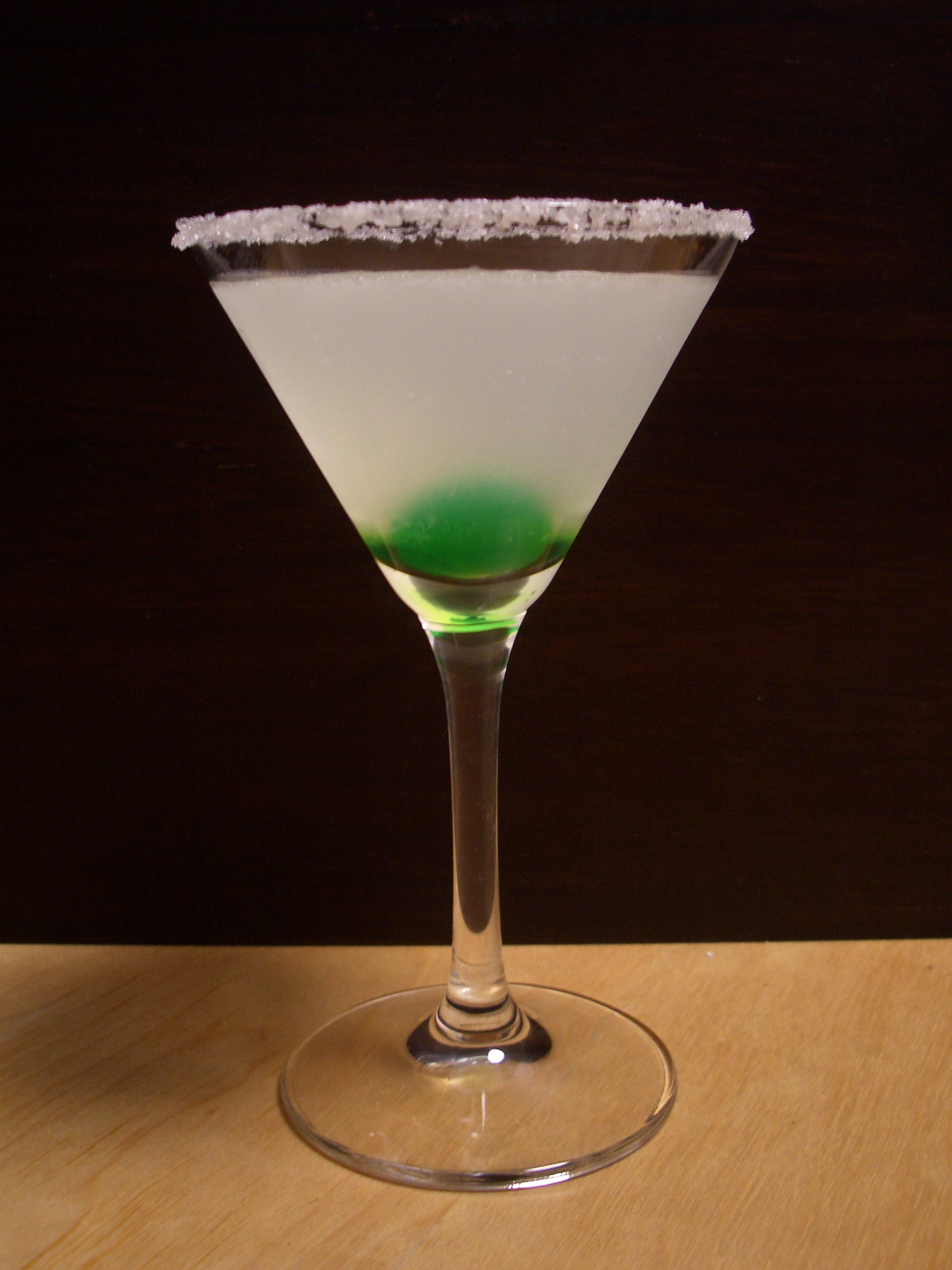
井山が考案したカクテル「雪国」

井山 計一（いやま けいいち、1926年4月23日 - 2021年5月10日）は、日本のバーテンダー。世界的に知られるカクテル「雪国」の考案者として知られる。2018年にはカクテル「雪国」の誕生秘話と井山の半生を描いたドキュメンタリー映画『YUKIGUNI』が製作された。2020年にはバーテンダーとして現代の名工を受賞している。

## 経歴
1926年、山形県酒田市に産まれる。山形県立酒田商業学校を卒業後、神奈川県横浜市の東京芝浦電気軍需工場で働く。召集令状が届いたのは終戦の2日後であり、従軍はしていない。戦後は叔父が経営するダンスホールでプロダンサーとして指導を行う。そこの生徒であった女性と結婚して仙台市へ移住し、バーテンダー見習い募集の貼り紙を見て、これに応募し採用される。その後、福島の駅前にあるキャバレーでマネージャー兼バーテンダーとして働いた後、1955年に酒田市に戻り、柳小路でバー「ケルン」を開業する。以後、2021年に没するまでバーテンダーを務めた。
1958年には創作カクテル「雪国」が壽屋（現・サントリー）主催の創作カクテルコンテストである第3回ノーメル賞でグランプリを獲得する。
1976年の酒田大火後の影響で「ケルン」を中町に移転する。
2002年、演歌歌手・大泉逸郎のシングル曲「雪の最上川」を作詞。
2016年、修行時代には身体を壊すほどの洋裁の内職で家計を支えた妻・キミ子と死別。
2018年には渡辺智史監督でカクテル「雪国」の誕生秘話と井山の半生を描いたドキュメンタリー映画『YUKIGUNI』が製作され、同年11月に山形県内で、翌2019年には東京都内で上映された。
2021年2月に腰部の圧迫骨折で入院し、5月10日に老衰のため死去。95歳没。葬儀では、遺族によって黒のベスト・蝶ネクタイのバーテンダーの衣装も棺に納められた。その日は5月13日、「カクテルの日」であったという。
2022年5月10日に東京都内で映画『YUKIGUNI』の追悼上映が行われた。また、2022年5月9日から同年5月16日の間は「YUKIGUNI NIGHT」と名付けられた井山の追悼イベントが日本全国43のバーで開催され、それぞれにアレンジされた「雪国」が提供された。
なお「ケルン」は井山の没後に長男が引き継いだが、店舗の老朽化に伴い2023年5月に閉店、その後同年12月15日に船場町に移転し再開した。